# Василиј Андросов
Василиј Михајлович Андросов (рус. Василий Михайлович Андросов ; Одеса, 6. јун 1873 — Београд, 13. септембар 1944) био је руски архитекта. Пројектовао је преко шездесет цркава широм бивше Југославије, многа спомен-обележја и јавне грађевине. Дао је значајан допринос обнови националног стила у српској међуратној архитектури. Један је од најплоднијих стваралаца у области црквеног градитељства.

## Биографија
Студирао је на Архитектонском одељењу Царске академије уметности у Санкт Петербургу, а дипломирао је 1897. У Русији је осамнаест година радио у приватној и државној служби и пројектовао сакралне и профане објекте. После Октобарске социјалистичке револуције, као један од 400 руских архитеката, инжењера, сликара и примењених уметника, емигрира у Краљевину СХС. До 1918. био је запослен у Београду; почев од 1919. радио је у Министарству грађевина, где је прошао уобичајени пут стручног усавршавања. Пројектовао је преко шездесет цркава широм бивше Југославије, многа спомен-обележја и јавне грађевине. Један је од најплоднијих стваралаца у области црквеног градитељства. Инспирацију је црпео из српског средњовековног неимарства, изградивши сопствени израз заснован на стилизацији мотива преузетих из богате традиције, прилагођених новим потребама. Одликован је Орденом св. Саве III реда.

## Дела
- Црква св. Ђорђа на Бановом брду у Београду (1927—1931)
- Црква у Радовању (1928—1929)
- Саборна црква у Лесковцу (1929)
- Црква св. Илије у Сијеринској бањи (1930)
- Зграда Поштанске штедионице у Београду (1935-1937, на основу конкурсног рада Ј. Пичмана, 1930)[1]
- Довршио је изградњу цркве св. Александра Невског ( са Д. Бабићем 1928), започету по пројекту Јелисавете Начић из 1912. године.
- Цркве у Врдилима (1922) ,Подујеву (1924), Горњој Мутници (1924);
- Дељадровски манастир (1925)
- Цркве у Грдовцу
- Црква св. Параскеве у Врању (1925—1927)

- Црква св. Петра и Павла у Доњој Локошници (са П. Поповићем, 1926)
- Цркву у Ужичкој Пожеги (1929)
- Црква св. Параскеве у Кумареву (1930—1933)
- Цркву костурницу у Ђаковици (1939-1941, срушена је 1949)